# Mali i olympiska sommarspelen 1984
Mali deltog i de olympiska sommarspelen 1984 med en trupp bestående av 4 deltagare. Ingen av landets deltagare erövrade någon medalj.

## Friidrott
Herrarnas längdhopp
- Abdoulaye Traoré
  - Kval — 6,92m (→ gick inte vidare, 25:e plats)